# Mike C. Levee

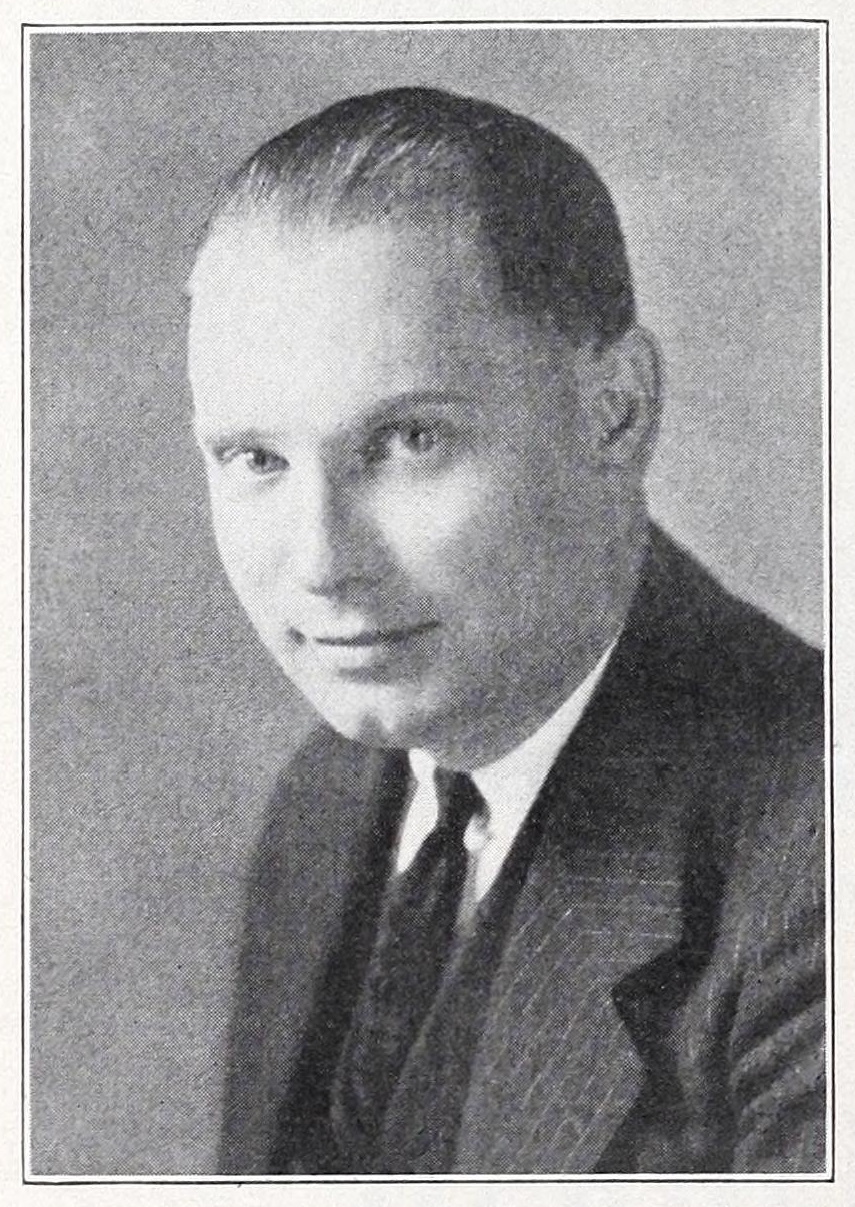
Mike C. Levee (1924)

Michael C. Levee (* 18. Januar 1891 in Baltimore, Maryland; † 24. Mai 1972 in Palm Springs, Kalifornien) war ein US-amerikanischer Filmproduzent und von 1931 bis 1932 Präsident der Academy of Motion Picture Arts and Sciences und einer der 36 Gründungsmitglieder.